# Sean Smith (Bassist)

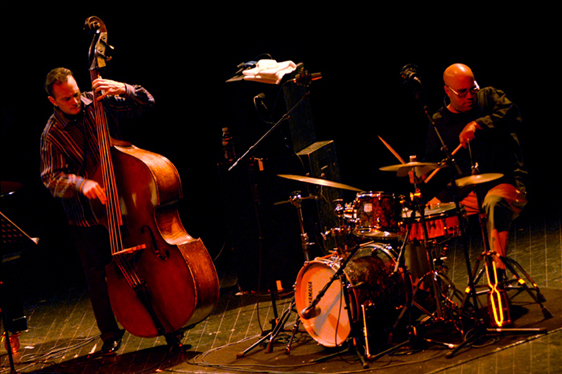
Leon Parker und Sean Smith (links) im Trio von Jacky Terrasson 2007

Sean Smith (* 1965 in Greenwich, Connecticut) ist ein US-amerikanischer Jazzmusiker (Kontrabass, Komposition) des Modern Jazz. Nach Ansicht von Judith Schlesinger (Allmusic) ist der „stimmig, fließend und elegant“ spielende Bassist einer der meistbeschäftigten Musiker der internationalen Jazzszene.

## Leben und Wirken
Smith begann in der vierten Klasse Altsaxophon zu lernen, wechselte dann zum E-Bass und spielte Rock ’n’ Roll, bevor er schließlich in der High School zum Kontrabass fand und sich mit Jazzmusik beschäftigte. Von Miles Davis und Weather Report – insbesondere Wayne Shorter und Jaco Pastorius – war er stark beeinflusst. 1990 schloss er sein Studium an der Manhattan School of Music ab und arbeitete bereits ab den frühen 1980er-Jahren in der New Yorker Jazzszene; erste Aufnahmen entstanden 1984 mit dem Gitarristen Greg Packham. In den folgenden Jahren spielte er mit Allen Lowe (For Poor B.B. and Others …), Virginia Mayhew, Richard Peaslee und mit dem Pianisten Bill Charlap, mit dem er 1993 ein Duoalbum mit Standards wie „Donna Lee“, „Darn That Dream“ und „When Your Lover Has Gone“ einspielte. Weiterhin arbeitete er in den 1990er-Jahren mit Jon Gordon, Bob Kindred, Carol Sloane, Flip Phillips, Bill Mays, Peter Leitch, Peter Brainin, Gene Bertoncini, Mark Murphy und Brian Browne.
1999 wurde das Debütalbum Sean Smith Quartet Live!auf der SS Norway mitgeschnitten; dort bestand sein Quartett mit Allen Mezquida (Altsaxophon), Bill Charlap und Ron Vincent (Schlagzeug). Zwei andere Alben unter eigenem Namen folgten. Ab den 2000er-Jahren wirkte er bei Aufnahmen von Jacky Terrasson, Frank Vignola & Joe Ascione (The Frank & Joe Show, u. a. mit Dr. John), Anita O’Day, John Stetch, Rigmor Gustafsson, Eddie Higgins, Daniel Guggenheim und Amy London mit. Im Bereich des Jazz war er zwischen 1984 und 2018 an 57 Aufnahmesessions beteiligt, zuletzt (2018) mit Renee Rosnes.
Smith komponiert auch für den Film.

## Preise und Auszeichnungen
Smith erhielt 2007 erhielt einen Bistro Award als herausragender Instrumentalist. Sein Ensemble wurde 2015 mit dem CMA/ASCAP Award for Adventurous Programming ausgezeichnet.
Der von Smith komponierte Song for the Geese ist der Titelsong eines Albums von Mark Murphy, das für einen Grammy nominiert wurde. Das Album Into the Blue von Emmanuel Pahud und Jacky Terrasson, an dem er als Bassist beteiligt war, wurde gleichfalls für einen Grammy nominiert.

## Diskographische Hinweise
- Bill Charlap & Sean Smith (Progressive, 1993)
- Gene Bertoncini with Bill Charlap and Sean Smith (Chiaroscuro Records, 1996)
- Peter Brainin / Steve Johns Feat. Ben Monder & Sean Smith: Ceremony (Cats Paw Records, 1998)
- CCQt: Ontology (New Artists, 1998), mit Richard Tabnik, Connie Crothers, Sean Smith, Roger Mancuso
- Poise (Ambient, 2001), mit Allen Mezquida (as), Bill Charlap, Keith Ganz (git), Russell Meissner (dr)
- Trust (Smithereen, 2010), mit John Ellis, John Hart, Russell Meissner
- The Humanity Quartet: Humanity (Cellar Live, 2014), mit Joel Frahm, Peter Bernstein, Sean Smith, Leon Parker